# Zachary Booth
Zachary Booth (Irvington, 1983) è un attore statunitense, attivo in campo teatrale, televisivo e cinematografico.

## Biografia
È noto soprattutto per aver interpretato Michael, il figlio di Patti (Glenn Close), nella serie televisiva Damages; ha recitato anche in altre serie tv, tra cui Law & Order - Unità vittime speciali, Elementary e Royal Pains.
Al cinema ha recitato come protagonista in Keep the Lights On (2012) ed ha interpretato ruoli minori in diversi film, tra cui The Assassination - Al centro del complotto e Mr. Beaver.
Ha recitato anche a Broadway nel 2013 in The Winslow Boy, in un dramma di Edward Albee nel 2010 e nel 2008 ha recitato con Victoria Clark e Jonathan Groff in Prayer for My Enemy nell'Off Broadway. Nel 2021 recita a Broadway ne Il buio oltre la siepe.
Booth è dichiaratamente gay.

## Filmografia parziale

### Cinema
- The Assassination - Al centro del complotto (Assassination of a High School President), regia di Brett Simon (2008)
- Motel Woodstock, regia di Ang Lee (2009)
- Un microfono per due (The Marc Pease Experience), regia di Todd Louiso (2009)
- Mr. Beaver (The Beaver), regia di Jodie Foster (2011)
- Dark Horse, regia di Todd Solondz (2011)
- Keep the Lights On, regia di Ira Sachs (2012)
- Ava's Possessions, regia di Jordan Galland (2015)
- Maestro, regia di Bradley Cooper (2023)

### Televisione
- Law & Order - Unità vittime speciali (Law & Order: Special Victims Unit) – serie TV, episodio 7x22 (2006)
- Royal Pains – serie TV, 2 episodi (2010)
- Damages – serie TV, 30 episodi (2007-2012)
- NYC 22 – serie TV, episodio 1x10 (2012)
- Elementary – serie TV, episodio 2x10 (2013)
- White Collar - Fascino criminale (White Collar) - serie TV, episodio 5x05 (2013)
- Person of Interest – serie TV, episodio 4x20 (2015)
- Blue Bloods – serie TV, episodio 6x03 (2015)
- Major Crimes – serie TV, episodio 4x18 (2015)
- The Good Fight – serie TV, 4 episodi (2017-2018)
- The Family – miniserie TV, 3 episodi (2019)
- Bull – serie TV, episodio 6x17 (2022)

## Doppiatori italiani
Nelle versioni in italiano delle opere in cui ha recitato, Zachary Booth è stato doppiato da:
- Davide Perino in Blue Bloods, Maestro
- Fabrizio De Flaviis in Damages
- David Chevalier in White Collar - Fascino criminale
- Raffaele Carpentieri in Major Crimes